# Situation Two Records
La Situation Two era un'etichetta discografica britannica creata come sottoetichetta della Beggars Banquet nel 1981 da Peter Kent, appena fuoriuscito dalla 4AD Records.
Durante gli undici di anni di attività ha pubblicato lavori di artisti "indie" come The Charlatans, progetti paralleli dei Bauhaus Tones on Tail e David J, e gruppi culto come The Associates, Thee Hypnotics, Gene Loves Jezebel, Play Dead, Red Lorry Yellow Lorry, Buffalo Tom, e i primi The Cult.
Dopo la chiusura avvenuta nel 1992 il catalogo è stato incorporato in quello della casa madre.